# Jessica Sharzer
Jessica Sharzer (* 26. Oktober 1972 in Iowa City, Iowa) ist eine US-amerikanische Drehbuchautorin und Filmregisseurin.

## Leben
Jessica Sharzer wuchs in New York City auf und absolvierte ein Filmstudium an der New York University. Ihr Abschluss-Kurzfilm The Wormhole wurde bereits mehrfach ausgezeichnet. Beim Drama Speak – Die Wahrheit ändert alles führte sie auch Regie. 2012 wurde sie für die Folge Afterbirth der Serie American Horror Story mit einem Bram Stoker Award ausgezeichnet. Weitere Drehbücher waren für den Thriller Nerve (2016), das moderne Remake Dirty Dancing (2017) und den Krimi Nur ein kleiner Gefallen (2018).

## Filmografie (Auswahl)
- 2002: The Wormhole (Kurzfilm, +Regie)
- 2004: Speak – Die Wahrheit ändert alles (Speak, +Regie)
- 2010: Turn the Beat Around
- 2011–2015: American Horror Story (Fernsehserie, 8 Folgen)
- 2016: Nerve
- 2017: Dirty Dancing
- 2018: Nur ein kleiner Gefallen (A Simple Favor)
- 2025: Nur noch ein kleiner Gefallen (Another Simple Favor)